# Селище (Устюженский район)
Селище — деревня в Устюженском районе Вологодской области.
Входит в состав муниципального образования посёлок имени Желябова (с 1 января 2006 года по 11 января 2007 года входила в Лентьевское сельское поселение), с точки зрения административно-территориального деления — в Лентьевский сельсовет.
Расстояние до районного центра Устюжны по автодороге — 20 км, до центра муниципального образования посёлка имени Желябова  по прямой — 3 км. Ближайшие населённые пункты — имени Желябова, Лычно, Оснополье.
Население по данным переписи 2002 года — 42 человека (17 мужчин, 25 женщин). Преобладающая национальность — русские (95 %).